# Franz May (Politiker, 1903)

Franz May

Franz May (* 24. Januar 1903 in Warnsdorf, Bezirk Tetschen, Österreich-Ungarn; † 28. November 1969 in Wasserburg am Inn, Oberbayern) war ein sudetendeutscher Politiker (NSDAP) und SA-Führer.

## Leben und Wirken
Nach dem Besuch der Volksschule und der Bürgerschule von 1908 bis 1918 in Niedergrund erlernte Franz May den Gärtnerberuf. Ergänzend dazu wurde er von 1918 bis 1921 an der höheren Gartenbauschule in Eisgrub ausgebildet. Anschließend verdiente er seinen Lebensunterhalt als Gärtner in Thüringen. Später studierte er Biologie an der Universität Halle-Wittenberg. Anschließend gründete er eine eigene Gärtnerei.
In den 1920er Jahren begann May sich in Kreisen der extremen politischen Rechten zu engagieren. Zunächst gehörte er dem Bunde der Deutschen, dessen Bundesjugendführer er zeitweilig war, und der DNSAP an. 1933 schloss er sich schließlich der Sudetendeutschen Heimatfront, der Vorgängerpartei der Sudetendeutschen Partei (SdP) an, in der er zum Beauftragten für Nordböhmen ernannt wurde. Im Februar 1934 wurde er zum Leiter des Wahlkreises Böhmisch-Leipa gewählt. Ab 19. Mai 1935 war er Abgeordneter der SdP im tschechoslowakischen Parlament. Im Juni 1936 wurde er Mitglied der Hauptleitung der SdP. Am 20. April 1937 wurde in Niedergrund ein Attentat auf ihn verübt, das er aber unbeschadet überstand. Bis Oktober 1938 war May ein Führer beim Freiwilligen Schutzdienst der SdP, einer an die SA angelehnten milizartigen Organisation der SdP. Von 1938 bis zum Ende der NS-Herrschaft im Frühjahr 1945 saß May als Abgeordneter für das Sudetenland im nationalsozialistischen Reichstag.
Am 19. September 1938 wurde May während der Sudetenkrise mit der Führung der sächsischen Gruppe des Sudetendeutschen Freikorps betraut, bevor er nach der deutschen Annexion der Sudetengebiete am 3. Oktober 1938 von SA-Obergruppenführer Wilhelm Schepmann als Führer der sudetendeutschen SA vorgeschlagen wurde und drei Tage später mit den Vorarbeiten für die Gründung der sudetendeutschen SA beauftragt wurde. Schließlich wurde May am 15. Oktober 1938 mit der Führung der SA-Gruppe Sudeten beauftragt und zum Gruppenführer ernannt. Der SA war er offiziell am 10. Oktober 1938 beigetreten. Zum 1. November 1938 trat er der NSDAP bei (Mitgliedsnummer 6.762.145) und wurde zum Beauftragten für den Kreisaufbau der NSDAP im Landkreis Rumburg im Sudetenland ernannt. May war in der Folgezeit ehrenamtlicher Richter am Volksgerichtshof und befand sich während des Zweiten Weltkrieges zeitweise als Oberleutnant d. R. im Kriegseinsatz. Am 29. September 1944 war er Beauftragter des Gauleiters und Reichsverteidigungskommissars für die Bildung des Volkssturms im Gau Sudetenland. Von Oktober 1944 bis 1945 war May Gaustabsführer des Volkssturms im Gau Sudetenland. Bei der SA wurde er bis zum SA-Obergruppenführer befördert.
Nach Ende der nationalsozialistischen Herrschaft wurde May 1945 unter dem Decknamen Franz Martin als Förstergehilfe von tschechoslowakischen Behörden verhaftet und in ein tschechoslowakisches Internierungslager überführt. Nach der Haftentlassung wurde er in die Bundesrepublik Deutschland ausgewiesen, wo er eine Zeit lang als Stadtgärtner in Waldkraiburg arbeitete. Dort war er im letzten Jahr seines Lebens Kreisvorsitzender der Sudetendeutschen Landsmannschaft, nachdem er zeitweilig auch Kreisvorsitzender des Bundes der Vertriebenen dort gewesen war.